# 保久良神社
保久良神社（ほくらじんじゃ）は、兵庫県神戸市東灘区本山町の保久良山（金鳥山中腹）に鎮座する神社である。式内社で、旧社格は郷社。
須佐之男命、大国主命、大歳御祖命、椎根津彦命（しいねつひこのみこと）を配祀する。

## 歴史
創立に関する詳細は不明であるが、境内外に多数の磐座群が見られ古代祭祀の場であったと考えられる。境内外地より石器時代、青銅器時代、弥生時代後期の弥生土器や石斧、石剣など種々の遺物、特に有名な物として約20cmの銅戈(重要文化財)が出土している。その何れもが儀礼的用途をもつものと考証され、祝部土器、玻璃性勾玉も発見され祭祀は非常に古い時代から行われていたと考えられる。
保久良神社由緒書によると「社名の起因も1、椎根津彦命の子孫たる倉人水守等が祖先を祭祀し奉る 2、三韓役の戦利武器を収蔵するより」とあり、元来の主祭神は神武東征時速吸門（明石海峡）に現れて軍勢を先導した椎根津彦命である。 。
椎根津彦命は保久良神社の南に位置する神戸市東灘区の青木（おおぎ）の浜に青亀（おうぎ）の背に乗ってこの浜に漂着したという伝承があり、それが青木の地名の由来となった。
吉井良隆は当社を「椎根津彦命は大阪湾北側を支配する海部の首長であったとされ、西宮夷の奥夷社の元宮」と推測している。
また、「住吉大社神社記」には布久呂布山の名が見え、「攝津志」には建長二年重修の棟札を所持せる事が記載されている。
社頭の灯明台の神火は「灘の一つ火」と呼ばれる常夜灯である。その言われは、日本武命が熊襲遠征の帰途、夜に航路がわからなくなった時、保久良神社の灯火が見え無事に難波へ帰りつけた事にあり、以来「沖の舟人　たよりに思う　灘の一つ火　ありがたや」の古謡通り、広く崇敬され、航海者の一針路となっていた。

## 祭礼
- 1月20日　大俵祭
- 5月4・5日　例大祭
- 7月14日　名越祭
- 8月11日　祖神祭

## 神社の周辺
保久良神社の西側には、1975（昭和50）年に植林された保久良梅林があり、白加賀、摩耶紅梅など、白梅約150本、紅梅約100本が植えられている。
またこの神社と梅林の間には、金鳥山から風吹岩を経て六甲山最高峰に向かう登山道が通っており、市街に近いので再度山、高取山、旗振山らと同じように、「毎日登山」が行われており1000回以上の登山者が多数いる。
神社への九十九折の参道がある南側の断層崖では、2016年より六甲砂防事務所が発注した保久良地区斜面対策工事が実施されており、法枠工、アンカー工などにより急傾斜地の崩壊を軽減する措置が進められている。

## 交通
- 阪急電鉄神戸本線岡本駅下車、東北1km
- JR東海道線摂津本山駅下車、東北1.3km